# Ед Господар
Ед Господар (англ. Ed Hospodar, нар. 9 лютого 1959, Боулінг Грін) — американський хокеїст, що грав на позиції захисника. Грав за збірну команду США.

## Ігрова кар'єра
Професійну хокейну кар'єру розпочав 1979 року.
1979 року був обраний на драфті НХЛ під 34-м загальним номером командою «Нью-Йорк Рейнджерс». 
Протягом професійної клубної ігрової кар'єри, що тривала 10 років, захищав кольори команд «Нью-Йорк Рейнджерс», «Гартфорд Вейлерс», «Філадельфія Флаєрс», «Міннесота Норт-Старс», «Баффало Сейбрс» та «Рочестер Американс».
Відомий передусім через бійку, яку влаштував ще до початку матчу між Монреаль Канадієнс та «Філадельфія Флаєрс» на домашній арені «канадців» «Монреаль Форум» 14 травня 1987 року. 
Виступав за збірну США.

## Статистика
| Сезон        | Клуб                   | Ліга         | Регулярний сезон | Регулярний сезон | Регулярний сезон | Регулярний сезон | Регулярний сезон | Плей-оф | Плей-оф | Плей-оф | Плей-оф | Плей-оф |
| Сезон        | Клуб                   | Ліга         | І                | Г                | П                | О                | ШХ               | І       | Г       | П       | О       | ШХ      |
| ------------ | ---------------------- | ------------ | ---------------- | ---------------- | ---------------- | ---------------- | ---------------- | ------- | ------- | ------- | ------- | ------- |
| 1979-80      | «Нью-Йорк Рейнджерс»   | НХЛ          | 20               | 0                | 1                | 1                | 76               | 7       | 1       | 0       | 1       | 42      |
| 1980-81      | «Нью-Йорк Рейнджерс»   | НХЛ          | 61               | 5                | 14               | 19               | 214              | 12      | 2       | 0       | 2       | 93      |
| 1981-82      | «Нью-Йорк Рейнджерс»   | НХЛ          | 41               | 3                | 8                | 11               | 152              | —       | —       | —       | —       | —       |
| 1982-83      | «Гартфорд Вейлерс»     | НХЛ          | 72               | 1                | 9                | 10               | 199              | —       | —       | —       | —       | —       |
| 1983-84      | «Гартфорд Вейлерс»     | НХЛ          | 59               | 0                | 9                | 9                | 163              | —       | —       | —       | —       | —       |
| 1984-85      | «Філадельфія Флаєрс»   | НХЛ          | 50               | 3                | 4                | 7                | 130              | 18      | 1       | 1       | 2       | 69      |
| 1985-86      | «Філадельфія Флаєрс»   | НХЛ          | 17               | 3                | 1                | 4                | 55               | —       | —       | —       | —       | —       |
| 1985-86      | «Міннесота Норт-Старс» | НХЛ          | 43               | 0                | 2                | 2                | 91               | 2       | 0       | 0       | 0       | 0       |
| 1986-87      | «Філадельфія Флаєрс»   | НХЛ          | 45               | 2                | 2                | 4                | 136              | 5       | 0       | 0       | 0       | 2       |
| 1987-88      | «Баффало Сейбрс»       | НХЛ          | 42               | 0                | 1                | 1                | 98               | —       | —       | —       | —       | —       |
| Усього в НХЛ | Усього в НХЛ           | Усього в НХЛ | 450              | 17               | 51               | 68               | 1314             | 44      | 4       | 1       | 5       | 206     |